# Pseudophilautus semiruber
Pseudophilautus semiruber es una especie de ranas de la familia Rhacophoridae endémicas de Sri Lanka.
Esta especie se encuentra amenazada de extinción debido a la destrucción de su hábitat natural.